# Крукс, Уильям
Сэр Уильям Крукс (англ. William Crookes; 17 июня 1832, Лондон — 4 апреля 1919, там же) — английский химик и физик.
Член (с 1863 года) и президент (1913—15 гг.) Лондонского Королевского общества, от которого он в 1875 году получил Королевскую золотую медаль. В числе других его наград — медали от Французской академии наук (1880), Дэви (1888) и медаль Копли (1904). В 1897 году королева Виктория пожаловала ему рыцарское звание. В 1910 году он получил «Орден заслуг». Крукс вошёл в историю как человек, открывший таллий и впервые получивший гелий в лабораторных условиях.

## Биография
Уильям Крукс родился в городе Лондоне в семье Джозефа Крукса (Joseph Crookes), портного, приехавшего в столицу с английского севера, и (его второй жены) Мэри Скотт. Крукс учился в школе в Чиппехеме, Уилтшир, а научную карьеру начал в возрасте 15 лет, поступив в лондонский Королевский химический колледж (Royal College of Chemistry) на Гановер-сквер, где (по окончании) в 1850—1854 годах занимал пост ассистента. Вскоре Крукс приступил к самостоятельным исследованиям, но не в области органической химии — что можно было бы предположить, учитывая, что его учителем был Август Вильгельм фон Хоффман (August Wilhelm von Hofmann): он стал исследовать новые соединения селена. Эти опыты послужили основой для его первой научной работы, опубликованной в 1851 году.

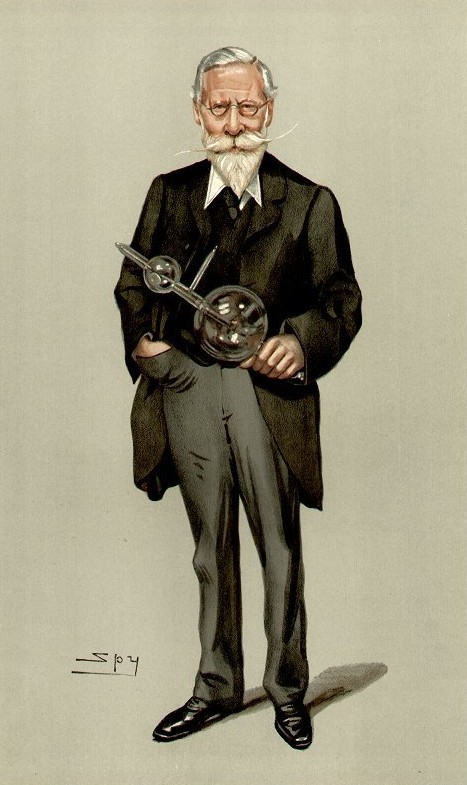
Уильям Крукс. Рисунок Лесли Уорда. 1902

По окончании Королевского колледжа Крукс стал управляющим метеорологического отдела в Радклиффской обсерватории в Оксфорде (1854), а в 1855 году был приглашён читать лекции по химии в Честерский колледж. В 1856 году Крукс женился на Эллен, дочери Уильяма Хамфри из Дарлингтона: в этом браке у него родились трое сыновей и дочь. С этого времени он жил в Лондоне и занимался исследовательской работой, в основном самостоятельно — у себя в доме № 7 на Кенсингтон Парк Гарденс (Kensington Park Gardens), в частной лаборатории. Интенсивность научной деятельности и широкий круг интересов вскоре сделали Крукса известным в обществе человеком. В 1859 году Уильям Крукс основал научный журнал Chemical News, став его первым редактором, а с 1864 года редактировал «Ежеквартальный научный журнал» («Quarterly Journal of Science»). В разные годы Крукс занимал президентские посты в Химическом обществе, Институте инженеров-электриков, Британском объединении «За прогресс науки» и в Обществе психических исследований.
Крукс исследовал электрическую проводимость в газах при пониженном давлении и катодные лучи (в «трубках Крукса»), открыл явление сцинтилляции, изобрёл радиометр и спинтарископ (устройство, демонстрирующее выделение альфа-лучей под воздействием радия). Будучи прежде всего исследователем-практиком, Крукс с энтузиазмом принял и взял на вооружение метод спектрального анализа, открытый Бунзеном и Кирхгофом. В 1861 году он открыл прежде неизвестный элемент (с ярко-зелёным цветом в эмиссионной части спектра) и назвал его таллием (от греческого thallos, «зелёный побег»), а в 1895 году впервые в лабораторных условиях выявил гелий. Крукс считается пионером в исследовании газоразрядных трубок; его исследования послужили основой для всей последующей работы по изучению плазмы.

## Крукс испиритуализм

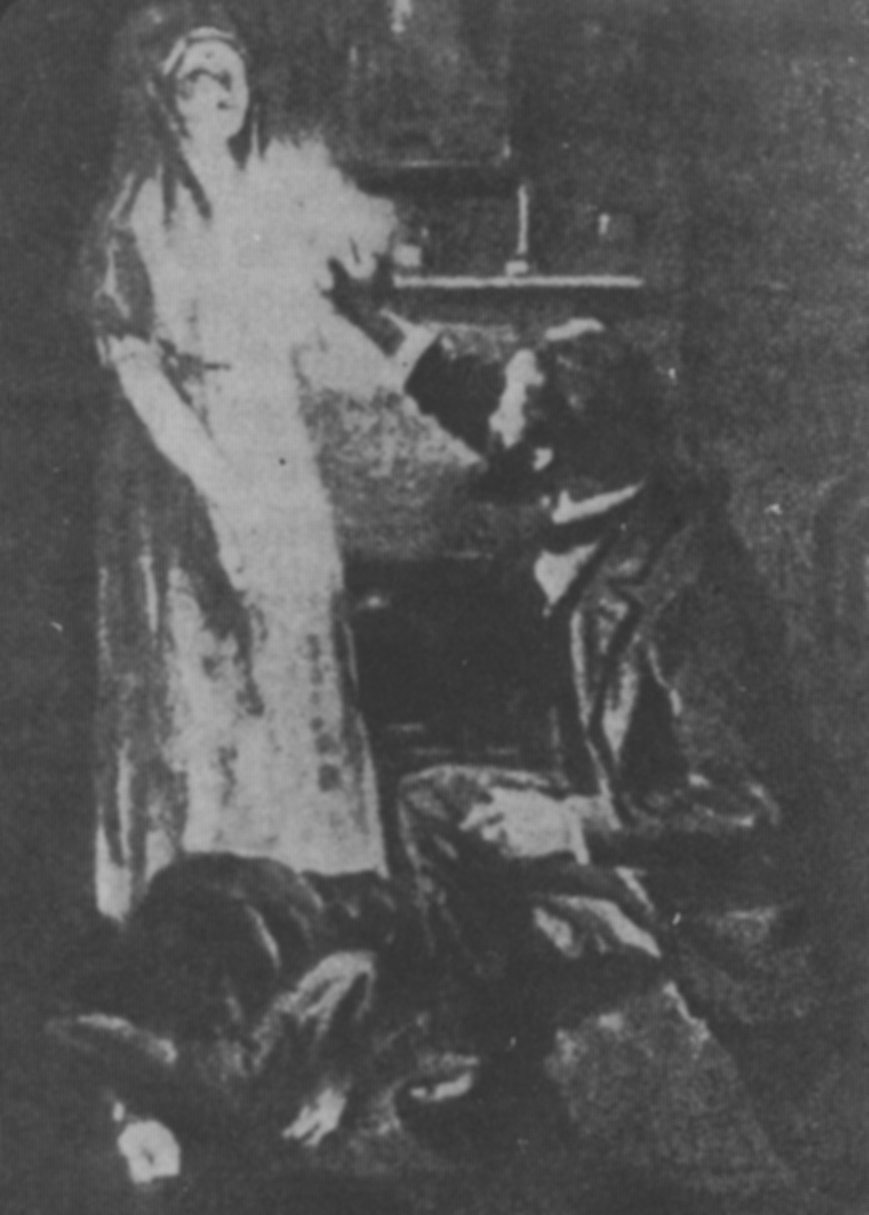
Уильям Крукс при материализации формы

В 1869 году Крукс заинтересовался паранормальными явлениями, происходившими на спиритических сеансах, и в 1870 году приступил к их практическому исследованию, пообещав себе и коллегам соблюдать полную беспристрастность и руководствоваться исключительно научными интересами.
Перед медиумами он выдвинул жёсткие условия: «Опыты должны проводиться у меня дома, в присутствии мной приглашённых свидетелей и при полном соблюдении всех моих требований; я оставляю за собой право также использовать любую аппаратуру», — говорилось в его заявлении. В числе медиумов, согласившихся принять участие в опытах, были Кейт Фокс, Д. Д. Хьюм и Флоренс Кук, работа с которой особенно его увлекла. Крукс утверждал, что воочию наблюдал появления призрачных и осязаемых фигур, явления левитации, слышал загадочные голоса, измерял потери медиумом веса при выделении эктоплазмы, фиксировал появление надписей на грифельных досках без участия присутствующих.
В 1874 году он опубликовал сообщение о проделанной работе, в которой заявил, что наблюдавшиеся явления определённо не были результатом мошенничества или галлюцинаций, и призвал к дальнейшим научным исследованиям паранормальных явлений. Скандал вокруг отчёта Крукса принял такие масштабы, что появились даже предложения об исключении его из Королевского общества. После этого Крукс стал проявлять осторожность и воздерживался от публичных высказываний на эту тему вплоть до 1898 года, когда понял, что его авторитет в научном мире незыблем и позиции в Королевском обществе не могут быть подвергнуты сомнению. Начиная с этого времени и вплоть до самой смерти в 1919 году Крукс открыто заявлял о том, что является убеждённым спиритуалистом.

## Память
В 1970 году Международный астрономический союз присвоил имя Уильяма Крукса кратеру на обратной стороне Луны.